# پرچم سان‌فرانسیسکو
پرچم سان فرانسیسکو در ۱۶ دسامبر ۱۹۴۰ پذیرفته شد.